# Harmonisk række
I matematikken er den harmoniske række den uendelige række
{\displaystyle \sum _{k=1}^{\infty }{\frac {1}{k}}=1+{\frac {1}{2}}+{\frac {1}{3}}+{\frac {1}{4}}+\cdots .}

## Rækken og dens egenskaber
Rækken kaldes den harmoniske række, fordi bølgelængderne af overtonerne af en vibrerende streng er proportionelle til 1, 1/2, 1/3, 1/4, ... . Rækken divergerer (langsomt) mod uendelig. Dette kan vises ved at bemærke, at den harmoniske række er ledvist større end eller lig rækken
{\displaystyle \sum _{k=1}^{\infty }2^{-\lceil \log _{2}k\rceil }\!=1+\left[{\frac {1}{2}}\right]+\left[{\frac {1}{4}}+{\frac {1}{4}}\right]+\left[{\frac {1}{8}}+{\frac {1}{8}}+{\frac {1}{8}}+{\frac {1}{8}}\right]+{\frac {1}{16}}\cdots }
{\displaystyle \ \ \ \ \ =1+\ {\frac {1}{2}}\ \ +\ \quad {\frac {1}{2}}\ \quad +\ \qquad \quad {\frac {1}{2}}\qquad \ \quad \ +\ \quad \ \cdots }
som tydeligvis divergerer. (Dette bevis, der skyldes Nicole Oresme, er et højdepunkt i middelalderens matematik.) Faktisk gælder også, at summen af de reciprokke primtal
{\displaystyle \sum _{p}{\frac {1}{p}}={\frac {1}{2}}+{\frac {1}{3}}+{\frac {1}{5}}+{\frac {1}{7}}+{\frac {1}{11}}+\cdots ,}
også divergerer mod uendelig (men dette er væsentligt sværere at bevise.)
Den alternerende harmoniske række konvergerer derimod:
{\displaystyle \sum _{k=1}^{\infty }{\frac {(-1)^{k+1}}{k}}=\ln 2.}
Dette er et resultat af Taylorrækken af den naturlige logaritme.
Hvis det n'te harmoniske tal defineres som
{\displaystyle H_{n}=\sum _{k=1}^{n}{\frac {1}{k}},}
gælder, at Hn vokser omtrent så hurtigt som den naturlige logaritme på n. Grunden hertil er, at summen approksimeres af integralet
{\displaystyle \int _{1}^{n}{1 \over x}\,dx,}
hvis værdi er ln(n). Mere præcis haves grænseværdien:
{\displaystyle \lim _{n\to \infty }H_{n}-\ln(n)=\gamma ,}
hvor γ er Euler-Mascheroni-konstanten. Det er blevet vist, at
1. Det eneste heltallige Hn er H1.
2. Differensen Hm − Hn hvor m > n aldrig er et heltal.

Jeffrey Lagarias beviste i 2001, at Riemannhypotesen er ækvivalent med udsagnet
{\displaystyle \sigma (n)\leq H_{n}+\ln(H_{n})e^{H_{n}}\qquad \forall n\in \mathbb {N} ,}
hvor σ(n) er summen af de positive divisorer af n.

## Andre relevante definitioner
Den generelle harmoniske række er på formen
{\displaystyle \sum _{n=1}^{\infty }{\frac {1}{an+b}}.}
Der gælder, at alle harmoniske rækker divergerer.
Rækkerne
{\displaystyle \sum _{n=1}^{\infty }{\frac {1}{n^{p}}}}
for p a positive real number kaldes p-rækkerne. Rækkerne konverger for p > 1 og divergerer ellers. For p = 1 er rækken den harmoniske række. Hvis p > 1 er summen af rækken ζ(p); det vil sige Riemanns zetafunktion på p.

## Harmoniske middeltal
Et hvert led i den harmoniske række, er det harmoniske middeltal af sine to naboled
{\displaystyle a={\frac {1}{n-1}}\ \ ,\ \ b={\frac {1}{n}}\ \ ,\ \ c={\frac {1}{n+1}}}
Vi kan sige at b er det harmoniske middeltal mellem a og c. Det underbygges ved
{\displaystyle 2ac\ =\ 2\cdot {\frac {1}{n-1}}\cdot {\frac {1}{n+1}}\ =\ {\frac {2}{(n-1)(n+1)}}\ =\ {\frac {2}{n^{2}-1}}}
{\displaystyle a+c\ =\ {\frac {1}{n-1}}+{\frac {1}{n+1}}\ =\ {\frac {n+1+n-1}{(n-1)(n+1)}}\ =\ {\frac {2n}{n^{2}-1}}}
Med de to mellemregninger ovenover fås nu
{\displaystyle {\frac {2ac}{a+c}}\ =\ {\frac {\frac {2}{n^{2}-1}}{\frac {2n}{n^{2}-1}}}\ =\ {\frac {2}{n^{2}-1}}\cdot {\frac {n^{2}-1}{2n}}\ =\ {\frac {2}{2n}}\ =\ {\frac {1}{n}}\ =\ b}